# バハオラの聖約
バハイ信教には、「大聖約」と「小聖約」と呼ばれる二つの聖約がある。大聖約とは、神が約千年ごとに預言者を遣わされること、そして、その預言者を認識し、その教えに応えることが人類の義務であるとする累進的啓示についての合意を言う。小聖約は、バハイ信教の創始者であるバハオラとその信者の間で交わされた後継者の受け入れと和合を保つことに関する合意である。
誰を後継者とするかをバハオラが聖約で具体的に記したことで権威の継承が明確になり、バハイは、彼の死後は、アブドル・バハを聖典の公認された解釈者、かつ共同体の指導者として認め、従うことになった。バハオラは宗教的事項の立法化ができる機関であって9人のメンバーからなる万国正義院の概要を述べるとともに、自らの子孫に委任する役割を示唆した。アブドル・バハはこの両方についてを、ショーギ・エフェンディを守護者に任命した時に詳細に説明した。万国正義院は、メンバーが初めて選出された1963年以来、世界に広がるバハイ共同体の最高統治機関としての役割を果たし続けている。このように定められた指導権の継承を拒否する者は聖約の破壊者としてみなされる。
バハオラの聖約と、聖約による和合の保証は、バハイ信教ならではの特徴を表すものである。したがって、和合を保つための試みとして、例えば、イエスから聖ペテロに、ムハンマドからアリに後継の任が託されても、文字で記されたものでなかったために、それぞれが興した宗教は教派間対立を生じて分裂し、最終的に和合は保たれなかったものと、バハイはとらえている。バハイ信教は聖約を通して分裂を防いだ。別の指導勢力を結成する試みがいくつかなされても、多くの支持者を惹きつけられなかったのは、聖典による権威が当事者たちに授けられていないためだった。

## 大聖約
大聖約とは、神が次の預言者を遣わすことを、神から遣わされたすべての預言者がそれぞれの信者に対し約束するものである。バハイ信教の創始者であるバハオラによると、神は累進的啓示と呼ばれているプロセスにおいて、人類を指導する聖なる教師を常に遣わすことを約束している。バハイは、神の大聖約に関連する予言はすべての宗教の聖典の中に見出され、神から遣わされた預言者各人が次に到来する預言者に関する具体的な予言をしていると信じている。対し、各宗教の信者は、自分こそがその宗教で約束された預言者であると主張する者が関連の予言を霊的見地から成就しているか否かを偏見を排して調査することが、大聖約において義務付けられている。

### 神の顕示者
バハイは、唯一無二の永遠の存在であり、万物の全知全能の創造主が神であると考える。その被造物の上に無限に崇高でありながら、被造物への愛が込められた神の意志は、バハイが神の顕示者と呼ぶ一連の預言者を通して、知的存在たる人間にそのまま伝えられる。彼ら顕示者は、この世界に対する神の意志を表現する中で、各自が現れる時代と地域の特定ニーズとその時代の人類の能力に応じた社会的かつ精神的な原理と法則を明らかにすることで、人類を教育する。彼ら聖なる教師たちが神と人類の仲介者として人々に与えたものは時を経て、世界の大宗教と現在呼ばれているものの基礎となった。

バハオラによれば、神の顕示者には神性と人間性という二つの性質がある。受肉した神ではないが、普通の人間でもない。バハオラはすべての顕示者を、神によって創造された曇りなく磨かれた鏡に例える。創造主の意思を明確に現すために、彼らがこの世界にもたらす規範的な教えを通して神の知識と属性を完全に映し出すことに由来する。
神は各時代と各時節において、清廉潔白な魂が天と地の王国に出現することを定めた。この不可思議で神秘的な、かつ霊妙な存在者に対し、神は二重の性質を与えた。その一つは物質界に関係する肉体的な性質である。他方は精神的性質であり、これは神御自身の実質より生じたものである。さらに、神はこの存在者に二重の地位を授けた。第一の地位は神の最も奥に潜む本質に関係するものであり、彼らの声は神御自身の声であることを意味する。...その第二の地位は人間としての地位であり、...しかし同時に、彼らは世俗超脱の精髄であり、光輝みなぎる実在者であり、すべてを覆う神の恩寵の水路なのである。

### 累進的啓示
バハイ信教の中核をなす教えである累進的啓示とは、神が大聖約における約束を果たすために、一連の聖なる顕示者を人類の歴史を通して遣わすことで、宗教的真理を累進的に啓示するものである。終わりなきこのプロセスは、バハイ信教の二人の顕示者の内の一人であるバブによって、次のように説明されている。
「森羅万象の主は、次の啓示と次の書の受け入れを要求する聖約を万人に対して確立されていなければ、預言者を立ち上がらせることも、書を下されることもなかった。それゆえに、神の恩恵の発露は止むことなく制限がない」校正必要。
神の顕示者各人は、自らが現れる時代と場所に生きる人々に合わせた啓示をもたらす。啓示の内容が一様でないのは、顕示者が持つ知識の違いによるものではなく、「条件」と「時代の様々な要件」を反映した様々な社会的ニーズと要因と、教えを受ける人々の「精神的能力」の違いに起因すると考えられている。人間は神の導きを受けたこの学舎で教えを受けることで、家族、部族、都市国家、そしてごく近年では、国家を含んで絶えず広がり続ける和合の輪を達成するまで徐々に進化を遂げてきた。 バハイはこの概念に基づき、世界の大宗教すべての聖なる起源を受け入れ、それぞれを、神によって定められた一つの大いなる教育過程の異なる段階にあるものと理解している。バハイはまた、バハオラは神から遣わされた最も新しい顕示者であり、彼の教えを適用することで、人類は集団としての成熟を最終的に果たすようになると信じている。

### 予言
神の大聖約の性質と万人に対してなされた約束は宗教文学の一つの重要要素である。性質と約束の両方が予言において言い表され、聖なる教師たち自身も言及してきた。
バハイは、ムハンマドが予告したマフディーの再来に関わるイスラム教の予言をバブが成就し、救世主の出現に関連する世界の大宗教や諸集団による終末論的予言がバハオラにおいて象徴的に成就されたと見ている。たとえば、ユダヤ教ではイザヤ書9章6節のユールタイド（クリスマス）の予言からは「とこしえの父」である「万軍の主」の顕現が示唆され、キリスト教ではヨハネによる福音書14章17節の最後の晩餐の席でイエスが予言した「真理の御霊」「助け主」である救世主が「御父の栄光」によって再臨するとされている。ゾロアスター教ではシャー・バーラム・ヴァルジャヴァンドの再臨が、イスラム教シーア派では第3代イマームのフセインの再来が、イスラム教スンニ派ではイーサーことイエスの再臨が予期されている。そしてバビ教では「神が現すであろう御方」が到来するとされている。 バハイはまた、バハオラが到来したことで、「ヒンズー教徒が待望するクリシュナの転生」と、仏教徒が待望する「第5の仏陀」の到来が果たされたとみなしている。

### 義務
バハオラは、預言者を継続的に遣わすという神の約束に応え、個人には二つの果たすべき義務があると教えている。一つ目は新しい顕現者が来たときは当人を認識し受け入れること、二つ目はその顕示者がもたらす新しい教えを実践することであり、バハオラはこの二つの義務は不可分であると述べている。法の書『アグダスの書』にはこう記されている。
神がしもべらに定め給うた最初の義務は、神の啓示の曙であり、神の法の源泉であり、神の大業の王国と創造の世の双方において神の地位を代表する者を認めることである。この義務を果たした者は何人であれ、すべての善に達した者である。...この最も崇高なる地位、この超越した栄光の頂きに達した者に求められることは、世界の望みの的である御方の法のすべてに従うことである。対をなすこれら二つの義務は不可分である。どちらも他を欠いては受け入れられない。
神は累進的啓示を通して大聖約を果たしていく中で、新しい顕示者が現れるたびに、以前の顕示者の熱心な信者であると主張する人々の心の純粋さと誠実さを試すことも、バハオラは『確信の書』の中で明言している。このような試験が様々な方法でなされることで、個人は新しい顕示者を介して神が語られていると認識できるほどの霊的順応性を備えているか、慣習や、聖職者たちが推し進める霊的現実の誤った解釈に盲目的に固執することでその新たな顕示者を拒絶しているかが明らかになる。
すべての顕示者は同じ一つの神の言葉の代弁者であるという事実に基づき、神の顕示者の内の誰かを拒絶することは、顕示者全員を拒絶することと同じであることを、バハオラは指摘している。「まことに、この美に顔をそむける者は過去の使者たちに顔をそむけ、かつ、神に対し永遠の古より永劫の未来にわたって慢心を示すものであることを深く認識せよ」神と人類の間で結ばれた永遠なる大聖約と区別するために、顕示者の死去直後から誰に顔を向けて従うべきかに関して当の顕示者とその信者とで交わされる合意を、バハイは小聖約と呼んでいる。

## 小聖約
神と人類の間で結ばれた永遠なる大聖約と区別するために、顕示者の死去直後から誰に顔を向けて従うべきかに関して当の顕示者とその信者とで交わされる合意を、バハイは小聖約と呼んでいる。
最初の条件は神の聖約に確固とすることである。なぜなら、聖約の力は誤った人々の疑念からバハオラの大業を守るのである。それは神の大業の要塞であり、神の宗教の確固とした柱である。今日、神の聖約以外にバハイ世界の一体性を保全する力はない。人類世界の一体性の枢軸は聖約の力以外のなにものでもないことは明白である。聖約が顕されず、至高の筆により啓示がなされなければ、そして、神の聖約の書が真実の太陽の光線のように世界を照らさなければ、神の大業の力が瞬く間に分散され、ある者らは情熱と欲望の囚人となって斧を手に取り、この聖なる木の根を切ろうとしたであろう。
任命された後継者からの指導すべてに従うことと密接に関連し、バハオラの聖約では、彼がその信教のために設立を命じられたすべての行政機関の指導者に愛ある支援をすることも、個人やバハイ共同体全体に命じられている。
バハイ信教では、すべての信者が教学上の意見を個人的に持つことは歓迎されるが、それを他者に押し付けてはならない、と規定されている。バハオラの聖約に確固とし、その規定を遵守し、バハイ信教の中心的権威による決定は神の意志を反映したものであることに揺るぎない確信を抱くことは、バハイが重んじる精神的美徳の中でも比重が大きい。

### キタベ・アード
バハオラは、自ら手書きし、死去する前にアブドル・バハに託した『キタベ・アード』（聖約の書）と呼ばれる文書によって、バハイ信教の継承を確立した。バハオラはこの文書の中で、神から託された自らの使命を改めて断言し、世界の人々に自分たちを高めていくものを遵守するように勧め、対立や争いを禁じるとともに、信教の長たる役割を継承する任を「最も偉大なる枝」（アブドル・バハだけを指し示す称号）に託することを簡潔な言葉で強調した。

### さらなる発展
アブドル・バハは自著の『遺訓』の中で、長孫のショーギ・エフェンディをバハイ信教の守護者かつ、長に任命することで、バハオラが信者と交わした小聖約のさらなる継承を行った。バハオラの聖約は、聖典の唯一の公認解釈者としての地位をアブドル・バハに授けていた。アブドル・バハは、『遺訓』の中でショーギ・エフェンディを「神の言葉の説明者」として指名することで、自らと同じ役割と権限を彼に託した。
守護者の任命に加え、バハオラが信教の最高の立法機関として『アグダスの書』の中で確立した万国正義院も、信教においての世界的な指導権と権威を付与される機構であることを、アブドル・バハは『遺訓』の中で明言した。万国正義院に託される権限は聖典で明示されていない事柄について法を制定したり施行することであり、「神はお望みになることを、彼らに霊感としてお与えになる」ことをバハオラは約束している。万国正義院は、世界中から選出されて集まったバハイによってそのメンバーが1963年に選出されたことで、バハイ信教の首長的機構になった。
バハオラの聖約は、バハオラがその啓示でこの世界に放出した霊的な力を方向づける手段であり、また「彼（バハオラ）の昇天後もそれらの力が調和をもって継続的に機能することを保証する」ものであると、ショーギ・エフェンディが具体的に言及している。彼はさらに、バハオラの聖約の目的は、信教の影響力と品位を保ち、その和合を守り、この惑星全体の成長に刺激を与えることにあると述べている。